# تومیتان
تومیتان (به لاتین: Yomitan) یک منطقهٔ مسکونی در ژاپن است که در استان اوکیناوا واقع شده‌است. تومیتان ۴۰٬۵۱۷ نفر جمعیت دارد.